# Adolph Stern
Adolph Stern (11 de noviembre de 1879 - 1958), neurólogo y psiquiatra húngaro, primer descriptor del Trastorno límite de la personalidad o borderline.

## Biografía
Nacido en Hungría, a la edad de siete años, en 1886, salió de su país y estudió en escuelas públicas de Nueva York. Se doctoró en la Universidad de Columbia en 1903. Fue uno de los primeros introductores del Psicoanálisis en los Estados Unidos. Entre 1920 y 1921 conoció personalmente a Freud y este lo psicoanalizó. Fue presidente de la Sociedad Psicoanalítica de Nueva York. Analizaba a sus pacientes todos los días salvo los domingos y fiestas durante una hora, porque eso reducía el tratamiento a unos pocos meses y el progreso de mejora era más estable y satisfactorio; también el paciente se sentaba en un sillón ante el psicoanalista y no en un diván donde no pudiera verlo: ese es el estilo del psicoanálisis norteamericano, y ver al paciente tres veces por semana.